# Graveur

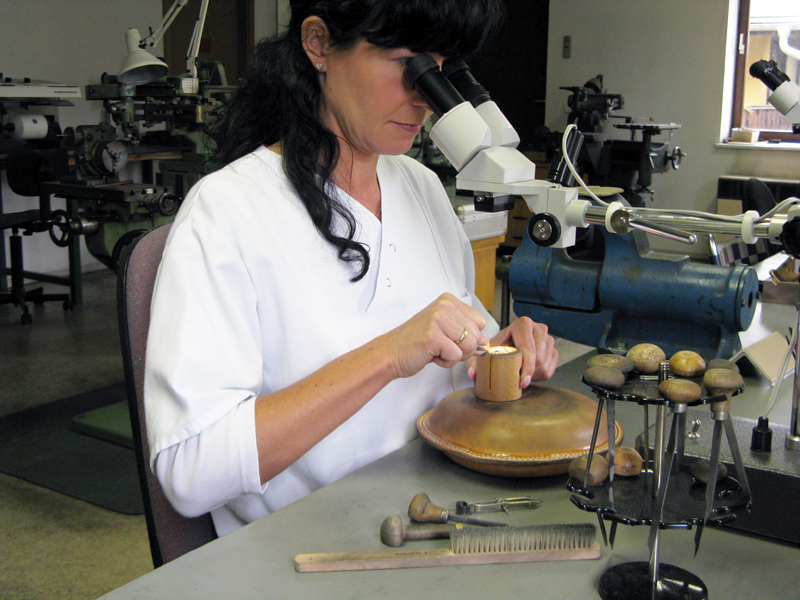
Meistergraveurin

Graveur/in ist nach der Handwerksordnung (HwO) ein anerkannter Ausbildungsberuf. Graveure versehen Gegenstände des täglichen Lebens wie Schmuck, Zier- und Dekorationsgegenstände mit Schrift, Ornamenten sowie mit bildlichen Darstellungen. Ferner übertragen und überarbeiten sie Motive für Briefmarken, Münzen und Banknoten auf Druckplatten, Gesenke und Prägestempel.

## Berufsbild
Die Einbringung einer Gravur in Metall, organische Materialien (zum Beispiel Elfenbein oder Perlmutt), Glas und auch Kunststoffe kann spanabhebend, durch Ätzung oder aber durch Verdampfung durch einen Laser erfolgen. Graveure arbeiten als selbständige Unternehmer oder in der industriellen Fertigung.
Die Tätigkeit des Graveurs ist im Gegensatz zum Kupferstecher im handwerklichen und industriellen Bereich angesiedelt. 
Die wichtigsten Werkzeuge der Graveure waren früher Hammer und Meißel sowie der Stichel. Diese sind zum Teil noch heute gebräuchlich, werden aber seit einigen Jahren verstärkt durch CNC-Techniken ergänzt und in vielen Bereichen durch weitere neuzeitliche Verfahren ersetzt.

## Ausbildung

### Deutschland
Die Ausbildung dauert in Deutschland drei Jahre. Die angebotenen Schwerpunkte sind Flachgraviertechnik und Reliefgraviertechnik.

### Schweiz
Die Ausbildung zum Graveur/in EFZ dauert vier Jahre. Die Berufsfachschule wird an einem Tag die Woche besucht.

## Beispiele von Arbeiten

Handgraviertes Sattelschild aus Messing, Maße: 6,5 × 2,8 cm.
Detail einer Handgravur in Messing
Auch sehr feine Gravuren von Hand sind möglich
Handgravur auf einem Stecknadelkopf

## Weiterbildungsmöglichkeiten

### Deutschland
Aufstiegsfortbildungen:
- Graveurmeister
- Techniker/in der Fachrichtung Feinwerktechnik

### Schweiz
Es gibt Kursangebote von Berufsfachschulen, Schulen für Gestaltung sowie des Schweizer Verbandes der Graveure.
Eine Prüfung zum Graveurmeister existiert in der Schweiz nicht.
An höheren Fachschulen können Bildungsgänge in verwandten Bereichen besucht werden, z. B. Gestalter/in HF Produktdesign.
Mit Berufsmatura oder bestandener Aufnahmeprüfung kann auch an der Fachhochschule in verwandten Bereichen studiert werden.